# Área metropolitana de Reynosa-McAllen
El área metropolitana de Reynosa-Río Bravo-McAllen también conocida como Reynosa–McAllen, y McAllen–Reynosa, es una de las seis áreas metropolitanas binacionales ubicadas a lo largo de la frontera México-Estados Unidos. Las ciudades de Reynosa y Río Bravo se encuentran ubicadas en el estado mexicano de Tamaulipas, al sur del Río Bravo, mientras que McAllen se ubica en el estado de Texas en Estados Unidos, directamente al norte del Río Bravo (denominado Río Grande en los Estados Unidos). Esta área metropolitana posee una población de cerca de 1.7 millones de personas, lo que la convierte en la más grande y poblada en el estado de Tamaulipas y la tercera más poblada en la frontera México-Estados Unidos.
Esta zona metropolitana, además, es un de las de áreas urbanas de más alto crecimiento en Estados Unidos. La interacción entre ambas ciudades beneficia directamente la economía en ambos lados de la frontera, por ejemplo, en 2008, McAllen recibió cerca de 8 millones de dólares de inversionistas mexicanos.
Las ciudades de Reynosa y McAllen se encuentran conectadas por cinco puentes internacionales. El primero de ellos es el Puente Internacional "Benito Juárez" o "Hidalgo Bridge" Reynosa-Hidalgo. El segundo es el Puente Internacional "Nuevo Amanecer" o "Kika De La Garza Border Station" Reynosa-Pharr. El tercero es el Puente Internacional "Anzaldúas" o "Anzaldúas Border Crossing" Reynosa-Granjeno-Mission. El cuarto es el Puente Internacional "Donna" Río Bravo-Donna. El quinto es el Puente Internacional "Las Flores" Nuevo Progreso-Progreso.

## Municipios y condados

### México
- Reynosa,  Tamaulipas
- Río Bravo,  Tamaulipas

### Estados Unidos
- Hidalgo,  Texas

## Comunidades

### Ciudades enMéxico
- Reynosa
- Río Bravo

### Ciudades enEstados Unidos
| - Álamo - Alton - Donna - Edcouch - Edinburg - Elsa - Granjeno - Hidalgo - La Joya - La Villa - McAllen | - Mercedes - Mission - Palmhurst - Palmview - Penitas - Pharr - Progreso - Progreso Lakes - San Juan - Sullivan City - Weslaco |